# Dům Jiskra
Dům Jiskra, původně zvaný Stadt Mailand (česky dům Město Milán, případně Město Miláno), stojí v lázeňské části Karlových Varů v městské památkové zóně v ulici Mariánskolázeňská 301/1. Byl postaven ve stylu pozdního historismu v letech 1893–1895.
Objekt byl prohlášen kulturní památkou, památkově chráněn je od 3. května 1958, event. 31. prosince 1981, rejstř. č. ÚSKP 22377/4-4134.

## Historie
Budova byla postavena na místě dvou starších barokních domů, předního čp. 399 Milán a za ním stojícího domu čp. 301 Niagara. Na plánech pro výstavbu se podíleli dva karlovarští architekti – Emanuel Grimm a Alfred Bayer. Emanuel Grimm vypracoval roku 1890 první návrhy nového domu na spojených parcelách. V roce 1893 převzal zakázku Alfred Bayer, který až na pár detailů v zadním domě respektoval Grimmovy návrhy a připravil stavební plány. Stavbu realizovala stavební firma Josefa Walderta v letech 1893–1895, kolaudace se uskutečnila v březnu roku 1895. Dům, jenž dostal jméno Stadt Mailand, si nechala postavit Katherine Urbanová.
Dům byl provozován jako hotel a v minulosti několikrát změnil název i majitele. V nejstarším karlovarském adresáři z roku 1835 je uveden pod názvem Stadt Mailand – B. Adresář z roku 1876 dům uvádí jako Město Milano. V letech 1906, 1914 a 1924 hotel patřil Marii Urbanové. Ta ho později prodala a v roce 1934 již byli vlastníky Franz a Josefina Gleisingerovi.
Manželé Gleisingerovi dům vlastnili až do počátku druhé světové války. Po odsunu Němců po roce 1945 byl dům Město Milano zkonfiskován a dostal název Lázeňský dům Jiskra.

## Ze současnosti
V roce 2014 byl dům uveden v Programu regenerace Městské památkové zóny Karlovy Vary 2014–2024 v části II. (tabulková část 1–5 Přehledy) v seznamu nemovitých kulturních památek na území MPZ Karlovy Vary a jejich aktuální stav jako vyhovující.
V současnosti (červenec 2021) je dům evidován jako objekt k bydlení ve vlastnictví společnosti ALISA K.V. company s.r.o. Po rozsáhlé rekonstrukci je zde provozován hotel s názvem Alisa.

## Popis
Budova se nachází v lázeňské části města v ulici Mariánskolázeňská 301/1. Na jedné straně sousedí s domem Quisisana Palace, z druhé stojí rohový penzion Astra. Jedná se o řadový čtyřpodlažní dům s obytným podkrovím ve stylu pozdního historismu. Postaven je na užší hluboké parcele, se schodištěm ve dvorním prostoru a světlíkem ve středním traktu. 
Průčelí je čtyřosé, bohatě dekorované barokizujícími články a štukovými prvky v duchu tvorby Alfreda Bayera. Segmentový přízemní portál je zdoben ležatým volským okem, pod okny po stranách portálu je naznačena balustráda. V prvním patře před prostředními dvěma okny je vynesen balkon s ornamentálně zpracovaným kovaným zábradlím, pod postranními okny je štuková výzdoba. Přes celou šíři druhého patra nese pět konzol balkon, rovněž s kovaným ornamentálním zábradlím. Druhé a třetí patro propojují lizény. Pod korunní římsou je soustředěna největší část štukové výzdoby, která zahrnuje festony, maskarony, girlandy a nejrůznější ornamentální motivy. Nad korunní římsou uprostřed je dvojice mansardových oken kupolovitě završených, souměrně po obou stranách je oddělené mansardové okno.